# Dírfys-Messápia
Dírfys-Messápia (en grec : Δίρφυς-Μεσσάπια) est un dème du district régional d'Eubée, dans la périphérie de Grèce-Centrale en Grèce. Le dème actuel est issu de la fusion en 2011 entre les dèmes de Dírfys et de Messápia.